# Estero San Jerónimo
Estero San Jerónimo är ett vattendrag i Chile.   Det ligger i regionen Región de Valparaíso, i den södra delen av landet, 90 km väster om huvudstaden Santiago de Chile.
Runt Estero San Jerónimo är det i huvudsak tätbebyggt. Runt Estero San Jerónimo är det ganska tätbefolkat, med 108 invånare per kvadratkilometer.